# Diospyros undulata
Diospyros undulata är en tvåhjärtbladig växtart som beskrevs av Nathaniel Wallich och George Don jr. Diospyros undulata ingår i släktet Diospyros och familjen Ebenaceae. Utöver nominatformen finns också underarten D. u. undulata.